# Петро, Джон Чарльз
Джон Чарльз Петро (англ. John Charles Petro; род. 8 февраля 2001, Блантайр) — малавийский футболист, защитник клуба «Ботошани» и национальной сборной Малави.

## Карьера

### «Биг Буллетс»
Футбольную карьеру начинал в футбольном клубе «ПремьерБет Визардз», за который провёл 2 сезона. В 2018 году перешёл в клуб малавийской Суперлиги «Биг Буллетс», в которой дебютный сезон провёл за резервную команду. В 2019 году был переведён в основной состав клуба, где футболист сразу же закрепился в роли основного игрока. По итогу сезона 2019 года футболист помог клубу стать победителем Суперлиги. В январе 2020 года на ежегодном вручении наград по итогам сезона футболист удостоился награды «Лучший защитник».

### «Шериф»

#### Сезон 2020/21
В январе 2020 года футболист отправился на сборы в молдавский клуб «Шериф». В феврале 2020 года футболист официально подписал с клубом контракт. Дебютировал за клуб 22 июня 2020 года в матче Кубка Молдовы против «Петрокуба», выйдя на замену на 86 минуте. Дебютный матч в чемпионате сыграл 3 июля 2020 года против клуба «Сперанца». Дебютный гол за клуб забил 5 августа 2020 года в матче против «Петрокуба». Затем вместе с клубом отправился на квалификационные матчи Лиги чемпионов УЕФА. Свой дебютный матч в рамках еврокубкового турнира сыграл 19 августа 2020 года против люксембургского клуба «Фола». Во втором квалификационном рануде 25 августа 2020 года футболист вместе с клубом потерпел поражение от азербайджанского «Карабаха». Затем 24 сентября 2020 года в рамках квалификаций Лиги Европы УЕФА в серии пенальти проиграл ирландскому «Дандолку» и закончил своё выступление в рамках еврокубковых турниров. В начале мая 2021 года футболист вместе с клубом досрочно стал победителем чемпионата. В мае 2021 года также стал финалистом Кубка Молдовы, где уступили титул «Сфынтул Георге» в серии пенальти, где сам футболист весь матч просидел на скамейке запасных. Футболист по ходу сезона успел отличиться забитым голом и 2 результативными передачами, однако не стал основным игроком стартового состава.

#### Сезон 2021/22
Новый сезон начал с матча 26 июня 2021 года за Суперкубок Молдовы против «Сфынтул Георге», проиграв в серии пенальти. Первый матч в чемпионата сыграл 31 июля 2021 года против клуба «Флорешты». В июле 2021 года вместе с клубом отправился на квалификационные матчи Лиги чемпионов УЕФА. Первый матч сыграл 7 июля 2021 года против албанского клуба «Теута». Большую часть квалификационных матчей футболист провёл на скамейке запасных, однако затем в концовке августа 2021 года помог клубу впервые в истории квалифицироваться в групповой этап Лиги чемпионов УЕФА, где по сумме 2 матчей было обыграно загребское «Динамо». Однако сам футболист не был заявлен на групповой этап еврокубка, продолжая с переменным успехом выступать в молдавском чемпионате. Свой первый гол в сезоне футболист забил 25 сентября 2021 года в матче против «Динамо-Авто». В феврале 2022 года футболист всё таки отправился с клубом выступать в еврокубковом турнире, однако уже в Лигу Европы УЕФА, куда молдавский клуб вышел по итогам группового этапа более престижного турнира. Первый матч сыграл 17 февраля 2022 года против португальского клуба «Брага», где футболист отыграл весь матч от свистка до свистка и помог одержать победу. В ответной встрече 24 февраля 2022 года футболист также вышел в стартовом составе, однако сильнее уже оказался португальский клуб, который смог отыграться и вывести матч в серию пенальти, где и одержал победу. В апреле 2022 года футболист вместе с клубом снова стал чемпионом Национального дивизиона. Также выиграл Кубок Молдовы 21 мая 2022 года, где в финале обыграл «Сфынтул Георге».

#### Сезон 2022/23
Летом 2022 года начал сезон с квалификационных матчей Лиги чемпионов УЕФА, где футболист на поле так и не появился. Первый матч в сезоне сыграл 30 июля 2022 года против клуба «Зимбру». Первым результативным действием за клуб отличился 14 августа 2022 года против «Динамо-Авто», отдав голевую передачу. Затем в августе 2022 года вместе с клубом отправился на квалификационные матчи Лиги Европы УЕФА, где по сумме 2 матчей был обыгран армянский «Пюник», а футболист так в обоих матчах остался на скамейке запасных. На групповой этап еврокубка футболист с клубом не отправился. В ноябре 2022 года появилась информация, что футболист в январе 2023 года по окончании срока действия контракта покинул клуб и присоединится к румынскому клубу «Ботошани». В январе 2023 года официально покинул молдавский «Шериф».

### «Ботошани»
В январе 2023 года футболист присоединился к румынскому клубу «Ботошани» на правах свободного агента. Дебютировал за клуб 10 марта 2023 года в матче против клуба «Миовени». В своём дебютном сезоне за клуб сразу же стал одним из ключевых игроков, вместе с которым в этапе плей-офф за сохранение прописки в сильнейшем дивизионе помог клубу остаться в румынском чемпионате. Всего за клуб успел провести 9 матчей, в которых результативными действиями отличиться не смог.
Новый сезон футболист начал 28 сентября 2023 года с матча Кубка Румынии против бухарестского «Рапида», выйдя нна замену на 72 минуте. Первый матч в чемпионате сыграл 1 октября 2023 года против клуба «Университатя Крайова», выйдя на замену на 77 минуте.

## Международная карьера
Международную карьеру футболист начал в 2017 году, выступая за молодёжную сборную Малави в Кубке вызова КОСАФ и в квалификациях на Кубке африканских наций.
Весной 2019 года футболист получил вызов в национальную сборную Малави. Дебютировал за сборную 20 апреля 2019 года в квалификационном матче на чемпионат африканских наций против сборной Эсватини.

## Достижения
«Биг Буллетс»
- Чемпион Малави: 2019

«Шериф»
- Чемпион Молдавии (2): 2020/21, 2021/22
- Обладатель Кубка Молдавии: 2021/22